# Enlèvements de John Fru Ndi
Les enlèvements de John Fru Ndi, président du principal parti d'opposition camerounais, le Front social démocrate (SDF), sont survenus à deux reprises, respectivement le 27 avril 2019 à Kumbo et le 28 juin 2019 à Bamenda, dans le cadre de la crise anglophone au Cameroun.

## Contexte
John Fru Ndi et son parti - principale force d'opposition au président Paul Biya depuis sa création en 1990 - se sont toujours opposés à la partition du Cameroun. Les séparatistes anglophones font campagne pour la création d'un État indépendant dans les régions du Nord-Ouest et du Sud-Ouest. Fin 2017, après une année de protestation, ils prennent les armes contre Yaoundé. Depuis, les deux régions sont devenues le théâtre d'un conflit armé. Certains séparatistes multiplient les enlèvements de fonctionnaires, de militaires et de policiers, ainsi que de civils. Des membres et des dirigeants du SDF sont victimes de ces attaques. En octobre 2018, la maison de John Fru Ndi est incendiée et sa sœur enlevée avant d'être libérée.

## Déroulement

### Premier enlèvement
Le 27 avril 2019, des hommes armés enlèvent le président du SDF à Kumbo, alors qu'il est à la tête d'un cortège accompagnant la dépouille d'un député de son parti. Selon le premier vice-président du parti d'opposition, Joshua Osih, les ravisseurs sont au nombre de cinq. Ils retiennent en otage John Fru Ndi et quatre de ses compagnons pendant plus de six heures. Pendant cette période de captivité, le groupe, clairement pro-séparatiste, tente de le rallier à sa cause. Il lui est demandé d'enregistrer une déclaration de soutien au mouvement indépendantiste et d'appeler à la démission des membres élus du SDF, y compris les députés et sénateurs anglophones siégeant au Parlement. Le leader du SDF refuse toutes ces demandes, expliquant à ses interlocuteurs que le SDF a besoin de ces plateformes institutionnelles pour porter et plaider la cause anglophone au niveau national. Il est finalement libéré à 18h30, selon un communiqué du parti diffusé par son porte-parole.

### Second enlèvement
Le 28 juin 2019, l'un des responsables du SDF, Jean Robert Wafo déclare dans un communiqué : « Ni John Fru Ndi a été victime d'un enlèvement commis par des ravisseurs non identifiés cet après-midi aux environs de 15h30 (16h30 en France) ». Les kidnappeurs « sont entrés dans sa résidence de Ntarikon avec des armes à feu et ont tiré à bout portant sur son garde de corps ». Le président du SDF « qui se trouvait à l'intérieur de la maison est sorti pour s'enquérir de la situation et c'est alors que les assaillants l'ont enlevé pour une destination inconnue », précise Jean Robert Wafo. Le jour suivant, John Fru Ndi est libéré à Bamenda.

## Réactions
Le 29 juin 2019, l’opposant Cabral Libii exprime sa « compassion », tout en souhaitant que le « chairman » soit libéré « dans de brefs délais ».